# Keisuke Itagaki
Keisuke Itagaki (板垣 恵 介, Keisuke Itagaki), nacido el 4 de abril de 1957, es un mangaka japonés. Su obra más famosa es la obra de artes marciales Baki the Grappler. En 1985 comenzó a trabajar como ilustrador en el manga Garōden, una obra original de Baku Yumemakura.Dicha obra empezó en junio y finalizó en marzo de 2003.
Antes de convertirse en un artista de manga, trabajó 5 años en la 1 ª Brigada Aerotransportada de la Fuerza Terrestre de Autodefensa de Japón. Durante su servicio practicó boxeo amateur y ha competido en el Festival Nacional de Deportes. También es experto en Shorinji Kempo, disciplina que ha practicado desde que era un adolescente. 
Keisuke Itagaki es padre de la dibujante Paru Itagaki, autora del manga Beastars.

## Obras
- Grappler Baki (グラップラー刃牙, Gurappurā Baki).
- Garouden (餓狼伝), ilustraciones.